# Javorek (Jilemnice)
Javorek je malá vesnice, část města Jilemnice v okrese Semily. Nachází se asi 2,5 kilometru jihovýchodně od Jilemnice. Javorek leží v katastrálním území Jilemnice o výměře 9,31 km².

## Historie
Vesnice Javorek je doložena už roku 1492[zdroj⁠?!] při dělení štěpanického panství. Byl přidělen k dolní polovině Jilemnice (tzv. štěpanickému, později branskému panství). Roku 1634 bylo Jilemnicko napadeno Švédy. Následky třicetileté války Javorek zanikl. Na Grauparově mapě z roku 1765 však nalezneme dvůr Javorek a přilehlou cihelnu. Mapa zobrazuje také rybníky Cihelník, Nový rybník, Pobožník a Hadíček. Ke dvoru patřila louka u Pobočnického starého rybníka a Nová louka. Rybníky zanikly, avšak roku 1992 byl obnoven rybník Javorek (pravděpodobně rybník Cihelník).